# Ambassade du Royaume-Uni en Lituanie
L'Ambassade du Royaume-Uni à Vilnius est la principale mission diplomatique du Royaume-Uni en Lituanie. L'ambassade est située  en face de l'église Saint-Pierre-et-Saint-Paul.
Le bâtiment est inscrit au Registre lituanien des biens culturels.

## Histoire
Entre la Première et la Seconde Guerre mondiale, la capitale temporaire de la Lituanie était la ville de Kaunas et le Royaume-Uni y maintenait une représentation diplomatique. Le Royaume-Uni n’a jamais reconnu de jure l’annexion soviétique de la Lituanie en 1940.
Le Royaume-Uni a reconnu l'indépendance restaurée de la Lituanie le 27 août 1991. L'ambassade britannique a ouvert ses portes à Vilnius en octobre 1991 et a déménagé à son emplacement actuel sur la rue Antakalnio en avril 1994. Le Royaume-Uni dispose également d'un consulat honoraire à Klaipėda.